# Max Türkheimer
Moses Max Türkheimer (in Italien meist Turkheimer; * 21. August 1860 in Münzesheim, Baden; † 10. Dezember 1936 in Mailand) war ein deutscher Ingenieur und Unternehmer.

## Werdegang
Max Türkheimer wanderte in jungen Jahren ins Königreich Italien aus. Er produzierte ab 1888 Fahrräder und fungierte ab 1896 Importeur der Hildebrand und Wolfmüller, dem ersten serienmäßig produzierten Motorrad der Welt. Ab 1897 importierte er zudem englische Ariel-Motorräder nach Italien.
1902 begann Türkheimer, selbst Motorräder herzustellen. Er unterhielt enge Geschäftsbeziehungen nach England, wo er Anteilseigner an einem Unternehmen Charles Sangsters war, und kooperierte später auch mit dessen Sohn Jack. Im Jahr 1905 gründete Max Türkheimer in Mailand das Unternehmen Officine Turkheimer per Automobill e Velocipedi zur Produktion von Automobilen. Die Markennamen lauteten für das kleine Modell Turkheimer und OTAV, für das große Modell nur OTAV. 1907 kam es zur Zusammenarbeit mit Junior, 1908 endete die Produktion. Der Unternehmen vertrieb auch Fahrzeuge von Turgan Foy.
Von 1924 bis 1927 stellte Türkheimer unter dem Markennamen Stella Motorräder mit 173-cm³-Einbaumotor von Blackburne her. Ein Katalog der OTAV aus dem Jahr 1907/08 nennt Stella außerdem als Name für einen Motor, den Türkheimer zu dieser Zeit herstellte.
Im Jahr 1931 gründete Max Türkheimer in Mailand den Motorradhersteller Astra, der bis 1953 in der Via Lanzone bestand. Das Unternehmen fertigte Maschinen, die hauptsächlich aus Bauteilen britischer Hersteller bestanden, darunter Ariel-Motoren und Burman-Getriebe die von Fiat in Lizenz hergestellt wurden. 1936 wurden die Astra-Maschinen von CM Bologna produziert. Außerdem gehörten auch dreirädrige Motofurgone und Motocarri zur Produktpalette, darunter die Modelle L307 und M499. Die Astra-Produktion wurde 1941 eingestellt, 1949 mit 250-, 350- und 500-cm³-OHV-Modellen und einem 125-cm³-Zweitakter wieder aufgenommen und endete 1953.
Max Türkheimer starb im Dezember 1936 im Alter von 76 Jahren in Mailand. Sein gleichnamiger Neffe (* 19. November 1878 in Münzesheim; † 30. Juni 1944 in Auschwitz) führte seine Geschäfte weiter, bis er 1944 in Lenno verhaftet, ins KZ Auschwitz deportiert und dort direkt nach seiner Ankunft ermordet wurde.
Zu Türkheimers Mitarbeitern zählten zeitweise Alberico Seiling, der später den Motorradhersteller Motocicli Alberico Seiling (MAS) gründete, und der Rennfahrer und spätere Unternehmer Vincenzo Lanfranchi.